# 半島振興法
半島振興法（はんとうしんこうほう、昭和60年6月14日法律第63号）は、半島の振興に関する日本の法律である。

## 概要
この法律は、三方を海に囲まれ、平地に恵まれず、水資源が乏しい等、国土資源の利用の面における制約から産業基盤及び生活環境の整備等について他の地域に比較して低位にある半島地域（架橋等により本土との陸上交通が確保された島を含む）について、広域的かつ総合的な対策を実施するために必要な特別の措置を講ずることにより、これらの地域の振興を図り、もつて地域住民の生活の向上と国土の均衡ある発展に資することを目的とする（1条）。
もともと同法は1983年（昭和58年）の第37回衆議院議員総選挙に和歌山2区から立候補した玉置和郎（自由民主党）が公約に掲げたものであり、それまで参議院全国区選出であり、中選挙区制の選挙を経験していたなかった玉置にとっては、選挙対策の上でアピールした面も含まれていた。ただし、それまでの地域振興に関する法律が自治体単位にとどまっていたのに対し、玉置の構想は半島全体の振興と地域活性化を包括的に捉え、国土開発の視点に結びつけようとしてた点で相違がある。当時の中曽根内閣は行財政改革を旗印に掲げていたことから、中央からの積極的な予算配分を伴う法案を議員提出法案として成立させることは困難を極め、官邸サイドからは廃案に向けた圧力も加えられていた。しかし、自民党半島振興委員会事務総長にして、衆議院建設委員長である浜田幸一が力添えしたことにより、1985年（昭和60年）に成立した。

## 内容

### 地域指定
都道府県知事の申請により、国土交通大臣・総務大臣・農林水産大臣は、関係行政機関の長に協議し、かつ、国土審議会の議を経て、次の3要件に該当する半島地域を半島振興対策実施地域に指定する。
1. 二以上の市町村の区域からなり、一定の社会的経済的規模を有する地域であること。
2. 高速自動車国道、空港等の高速輸送に係る施設その他の公共的施設の整備について他の地域に比較して低位にある地域であること。
3. 産業の開発の程度が低く、雇用の増大を図るため企業の立地の促進等の措置を講ずる必要がある地域であること。

また、都道府県知事は申請に当たって関係市町村長と協議しなければならない。3大臣は、指定した半島振興対策実施地域の名称及び区域を官報で公示しなければならない。

### 半島振興計画の作成
都道府県知事は、関係市町村長と協議して、次の8項目からなる半島振興計画を作成しなければならない。
1. 振興の基本的方針に関する事項
2. 基幹的な道路、港湾、空港等の交通施設及び通信施設の整備に関する事項
3. 農林水産業、商工業その他の産業の振興及び観光の開発に関する事項
4. 水資源の開発及び利用に関する事項
5. 生活環境の整備に関する事項
6. 高齢者の福祉その他の福祉の増進に関する事項
7. 教育及び文化の振興に関する事項
8. 前各号に掲げるもののほか、半島振興に関し必要な事項

この計画作成に際して、あらかじめ、国土交通大臣、総務大臣及び農林水産大臣に協議して、その同意を得なければならず、3大臣は同意に際して、関係行政機関の長に協議するとともに、国土審議会の意見を聴かなければならない。 また、この半島振興計画は、国土総合開発計画、首都圏整備計画、近畿圏整備計画、中部圏開発整備計画、北海道総合開発計画、沖縄振興計画その他法令の規定による地域振興に関する計画と調和したものでなければならない。なお、半島振興計画を変更する場合についても、この手続は準用される。

### 計画に基づく事業の実施
半島振興計画は、国・地方公共団体・その他の者が実施しなければならない。実施に当たっては、次の11項目の留意配慮事項が定められている。
1. 国の施策について
国は、必要な財政金融上の措置を講ずるよう配慮しなければならない。国は、事業の実施に要する経費について、毎年度、国の財政の許す範囲内において、その事業の円滑な実施を促進することに努めなければならない。
2. 地方債についての配慮
地方公共団体が半島振興計画を達成するために行う事業に要する経費に充てるために起こす地方債については、法令の範囲内において、資金事情及び当該地方公共団体の財政状況が許す限り、特別の配慮をするものとする。
3. 資金の確保
国及び地方公共団体は、半島振興計画の達成に資すると認められる製造事業、運輸事業等の事業を営む者が、半島振興対策実施地域の区域内において行う工場、事業場その他の施設の新設若しくは増設又はこれらの施設の用に供する土地の取得若しくは造成に要する経費に充てるために必要な資金の確保に努めなければならない。
4. 半島循環道路等の整備
5. 基幹的な市町村道等の整備
6. 小型航空機用飛行場等の整備
7. 情報の流通の円滑化及び通信体系の充実
8. 高齢者の福祉の増進
9. 地域文化の振興等
10. 税制上の措置
11. 地方税の不均一課税に伴う措置

## 半島振興対策実施地域対象市町村の一覧
下表は2022年4月1日時点での半島振興対策実施地域対象市町村の一覧である。合計23地域の80市94町18村が指定される。うち県全体が単一の半島の一部並びにその至近の島嶼で構成される和歌山県においては、和歌山市を除く全市町村が対策実施地域とされている。
| 指定地域名 | 道府県名 | 現市町村名 | 指定時の市町村名 | 指定日         |
| ---------- | -------- | --- | --- | -------------- |
| 渡島       | 北海道   | 函館市（一部）、北斗市、松前町、福島町、知内町、木古内町、七飯町、鹿部町、森町、長万部町、江差町、上ノ国町、厚沢部町、乙部町、せたな町、今金町、八雲町 | 戸井町、恵山町、椴法華村、南茅部町、上磯町、大野町、松前町、福島町、知内町、木古内町、七飯町、鹿部町、森町、砂原町、長万部町、江差町、上ノ国町、厚沢部町、乙部町、大成町、瀬棚町、北檜山町、今金町、八雲町、熊石町 | 1986年3月31日  |
| 積丹       | 北海道   | 共和町、岩内町、泊村、神恵内村、積丹町、古平町、仁木町、余市町 | 共和町、岩内町、泊村、神恵内村、積丹町、古平町、仁木町、余市町 | 1988年12月23日 |
| 津軽       | 青森県   | 五所川原市、つがる市、今別町、蓬田村、外ヶ浜町、板柳町、鶴田町、中泊町 | 五所川原市、金木町、市浦村、木造町、森田村、柏村、稲垣村、車力村、今別町、蓬田村、蟹田町、平舘村、三厩村、板柳町、鶴田町、中里町、小泊村 | 1986年3月31日  |
| 下北       | 青森県   | むつ市、野辺地町、横浜町、東北町（一部）、六ヶ所村、大間町、風間浦村、佐井村、東通村 | むつ市、川内町、大畑町、脇野沢村、野辺地町、横浜町、東北町、六ヶ所村、大間町、風間浦村、佐井村、東通村 | 1986年3月31日  |
| 男鹿       | 秋田県   | 男鹿市、潟上市（一部）、三種町（一部）、大潟村 | 男鹿市、若美町、天王町、八竜町、大潟村 | 1988年12月23日 |
| 南房総     | 千葉県   | 館山市、勝浦市、鴨川市、富津市、いすみ市、南房総市、大多喜町、御宿町、鋸南町 | 館山市、勝浦市、鴨川市、天津小湊町、富津市、夷隅町、大原町、岬町、富浦町、富山町、白浜町、千倉町、丸山町、和田町、三芳村、大多喜町、御宿町、鋸南町 | 1986年3月31日  |
| 能登       | 富山県   | 氷見市 | 氷見市 | 1986年3月31日  |
| 能登       | 石川県   | 七尾市、輪島市、珠洲市、羽咋市、かほく市、津幡町、内灘町、志賀町、宝達志水町、中能登町、穴水町、能登町 | 七尾市、田鶴浜町、中島町、能登島町、輪島市、門前町、珠洲市、羽咋市、高松町、七塚町、宇ノ気町、津幡町、内灘町、志賀町、富来町、志雄町、押水町、鳥屋町、鹿島町、鹿西町、穴水町、能都町、柳田村、内浦町 | 1986年3月31日  |
| 伊豆中南部 | 静岡県   | 下田市、沼津市（一部）、伊豆市、東伊豆町、河津町、南伊豆町、松崎町、西伊豆町 | 下田市、戸田村、修善寺町、土肥町、天城湯ケ島町、中伊豆町、東伊豆町、河津町、南伊豆町、松崎町、西伊豆町、賀茂村 | 1986年3月31日  |
| 紀伊       | 三重県   | 伊勢市、松阪市（一部）、尾鷲市、鳥羽市、熊野市、志摩市、多気町、明和町、大台町、玉城町、度会町、大紀町、南伊勢町、紀北町、御浜町、紀宝町 | 伊勢市、二見町、小俣町、御薗村、松阪市、飯高町、飯南町、尾鷲市、鳥羽市、熊野市、紀和町、浜島町、大王町、志摩町、阿児町、磯部町、多気町、勢和村、明和町、大台町、宮川村、玉城町、度会町、大宮町、紀勢町、大内山村、南勢町、南島町、紀伊長島町、海山町、御浜町、紀宝町、鵜殿村 | 1986年3月31日  |
| 紀伊       | 奈良県   | 五條市、吉野町、大淀町、下市町、黒滝村、天川村、野迫川村、十津川村、下北山村、上北山村、川上村、東吉野村 | 五條市、西吉野村、大塔村、吉野町、大淀町、下市町、黒滝村、天川村、野迫川村、十津川村、下北山村、上北山村、川上村、東吉野村 | 1986年3月31日  |
| 紀伊       | 和歌山県 | 海南市、橋本市、有田市、御坊市、田辺市、新宮市、岩出市、紀の川市、紀美野町、かつらぎ町、九度山町、高野町、湯浅町、広川町、有田川町、美浜町、日高町、由良町、印南町、みなべ町、日高川町、白浜町、上富田町、すさみ町、那智勝浦町、太地町、古座川町、北山村、串本町 | 海南市、下津町、橋本市、高野口町、有田市、御坊市、田辺市、龍神村、中辺路町、大塔村、本宮町、新宮市、熊野川町、岩出町、打田町、粉河町、那賀町、桃山町、貴志川町、野上町、美里町、かつらぎ町、花園村、九度山町、高野町、湯浅町、広川町、吉備町、金屋町、清水町、美浜町、日高町、由良町、印南町、南部川村、南部町、川辺町、中津村、美山村、白浜町、日置川町、上富田町、すさみ町、那智勝浦町、太地町、古座川町、北山村、串本町、古座町 | 1986年3月31日  |
| 丹後       | 京都府   | 宮津市、京丹後市、伊根町、与謝野町 | 宮津市、峰山町、大宮町、網野町、丹後町、弥栄町、久美浜町、伊根町、加悦町、岩滝町、野田川町 | 1986年3月31日  |
| 島根       | 島根県   | 出雲市（一部）、松江市（一部） | 平田市、大社町、鹿島町、島根町、美保関町、八束町 | 1986年3月31日  |
| 江能倉橋島 | 広島県   | 江田島市、呉市（一部） | 江田島町、能美町、沖美町、大柿町、音戸町、倉橋町 | 1986年3月31日  |
| 室津大島   | 山口県   | 柳井市、周防大島町、上関町、平生町 | 柳井市、大畠町、久賀町、大島町、東和町、橘町、上関町、平生町 | 1986年3月31日  |
| 佐田岬     | 愛媛県   | 八幡浜市、西予市（一部）、伊方町 | 八幡浜市、保内町、三瓶町、伊方町、瀬戸町、三崎町 | 1986年3月31日  |
| 幡多       | 高知県   | 宿毛市、土佐清水市、四万十市（一部）、大月町、黒潮町（一部）、三原村 | 宿毛市、土佐清水市、中村市、大月町、大方町、三原村 | 1988年12月23日 |
| 東松浦     | 佐賀県   | 唐津市（一部）、玄海町 | 唐津市、肥前町、鎮西町、呼子町、玄海町 | 1988年12月23日 |
| 東松浦     | 長崎県   | 松浦市（一部） | 松浦市（鷹島町） | 2011年3月2日   |
| 北松浦     | 佐賀県   | 伊万里市 | 伊万里市 | 1988年12月23日 |
| 北松浦     | 長崎県   | 佐世保市（一部）、平戸市（一部）、松浦市（一部）、佐々町 | 吉井町、世知原町、小佐々町、江迎町、鹿町町、平戸市、田平町、松浦市、佐々町 | 1986年3月31日  |
| 北松浦     | 長崎県   | 佐世保市（一部）、松浦市（一部） | 佐世保市（浅子町）、福島町 | 1988年12月23日 |
| 北松浦     | 長崎県   | 平戸市（一部） | 生月町 | 1992年12月11日 |
| 島原       | 長崎県   | 島原市、諫早市（一部）、雲仙市、南島原市 | 島原市、有明町、森山町、国見町、瑞穂町、吾妻町、愛野町、千々石町、小浜町、南串山町、加津佐町、口之津町、南有馬町、北有馬町、西有家町、有家町、布津町、深江町 | 1986年3月31日  |
| 西彼杵     | 長崎県   | 長崎市（一部）、西海市（一部） | 野母崎町、三和町、外海町、琴海町、西彼町、西海町、大瀬戸町 | 1986年3月31日  |
| 西彼杵     | 長崎県   | 西海市（一部） | 大島町、崎戸町 | 2000年12月20日 |
| 宇土天草   | 熊本県   | 宇土市、宇城市（一部）、上天草市、天草市（一部）、苓北町 | 宇土市、三角町、不知火町、大矢野町、松島町、姫戸町、龍ヶ岳町、本渡市、牛深市、有明町、倉岳町、栖本町、新和町、五和町、天草町、河浦町、苓北町 | 1986年3月31日  |
| 国東       | 大分県   | 豊後高田市、杵築市、国東市、日出町 | 豊後高田市、真玉町、香々地町、杵築市、山香町、大田村、国見町、国東町、武蔵町、安岐町、日出町 | 1986年3月31日  |
| 大隅       | 宮崎県   | 串間市、日南市（一部） | 串間市、南郷町 | 1986年3月31日  |
| 大隅       | 鹿児島県 | 鹿児島市（一部）、鹿屋市、垂水市、曽於市、志布志市、大崎町、東串良町、南大隅町、錦江町、肝付町 | 桜島町、鹿屋市、輝北町、串良町、吾平町、垂水市、大隅町、財部町、末吉町、松山町、志布志町、有明町、大崎町、東串良町、根占町、佐多町、大根占町、田代町、内之浦町、高山町 | 1986年3月31日  |
| 大隅       | 鹿児島県 | 鹿児島市（一部） | 鹿児島市（東桜島地区：野尻町、持木町、東桜島町、古里町、有村町、黒神町、高免町） | 1988年12月23日 |
| 薩摩       | 鹿児島県 | 鹿児島市（一部）、枕崎市、指宿市、日置市、いちき串木野市、南さつま市、南九州市 | 喜入町、松元町、郡山町、枕崎市、指宿市、山川町、開聞町、東市来町、伊集院町、日吉町、吹上町、串木野市、市来町、加世田市、笠沙町、大浦町、坊津町、金峰町、頴娃町、知覧町、川辺町 | 1986年3月31日  |